# Бобрица (Бучанский район)
Бобрица (укр. Бобриця) — село, входит в Бучанский район (до 2020 года в Киево-Святошинский район) Киевской области Украины.
Население по переписи 2001 года составляло 565 человек. Почтовый индекс — 08142. Телефонный код — 4598. Занимает площадь 6,5 км².
Село Бобрица находится вблизи места впадения реки Бобрица в реку Ирпень, недалеко от с. Белогородка, примерно в одном километре.
Местное население в основном работает в Киеве. Фактически проживает почти 1000 человек. В селе есть средняя школа первоначальных классов и два продуктовых магазина, Святопокровский храм УПЦ Московского патриархата.

До 2005 года в Бобрице существовало подразделение киевского ипподрома, который в советские времена занимался заготовкой сена и содержанием молодняка.
Почти вся Бобрица окружена лесами. По дороге в село Заборье есть хутор Колбасин общей площадью до 8 гектаров. Существует легенда, что во время Второй мировой войны немцы на хутор не дошли, поскольку леса вокруг были непроходимыми.

## Местный совет
08142, Киевская обл., Бучанский район, с. Бобрица, ул. Школьная, 17; тел. 58-3-59.